# Skrytek polny
Skrytek polny (Aphanes arvensis L.) – gatunek roślin z rodziny różowatych. Według współczesnych ujęć taksonomicznych włączany jest zwykle do rodzaju przywrotnik jako Alchemilla arvensis (L.) Scop. Fl. carniol. ed. 2, 1:115. 1771. Występuje w Europie, w Azji Zachodniej i na Kaukazie. We florze Polski jest archeofitem. Występuje pospolicie niemal w całym kraju, jest rzadki tylko na Mazowszu i na wschód oraz północny wschód od niego.

## Morfologia

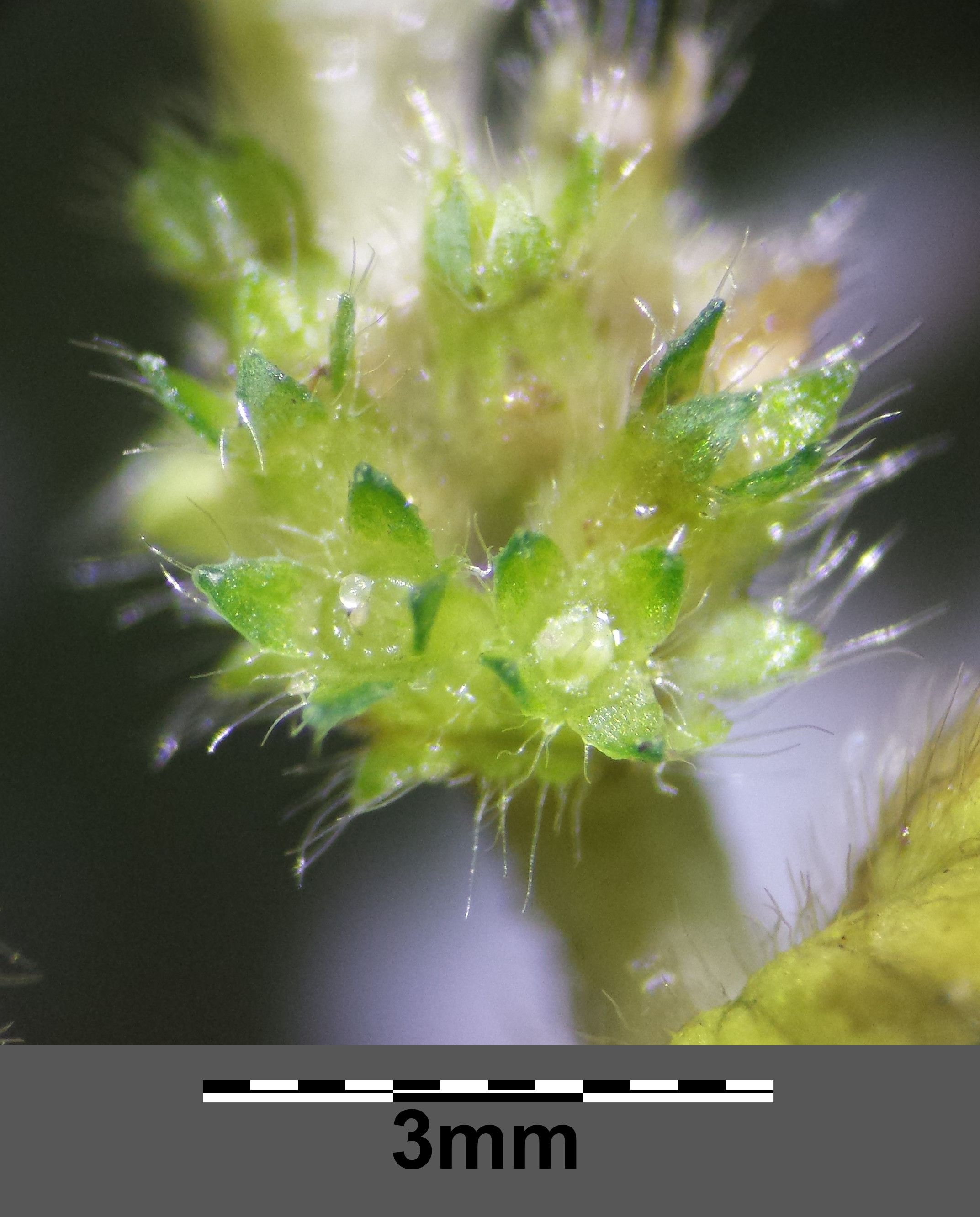
Kwiaty

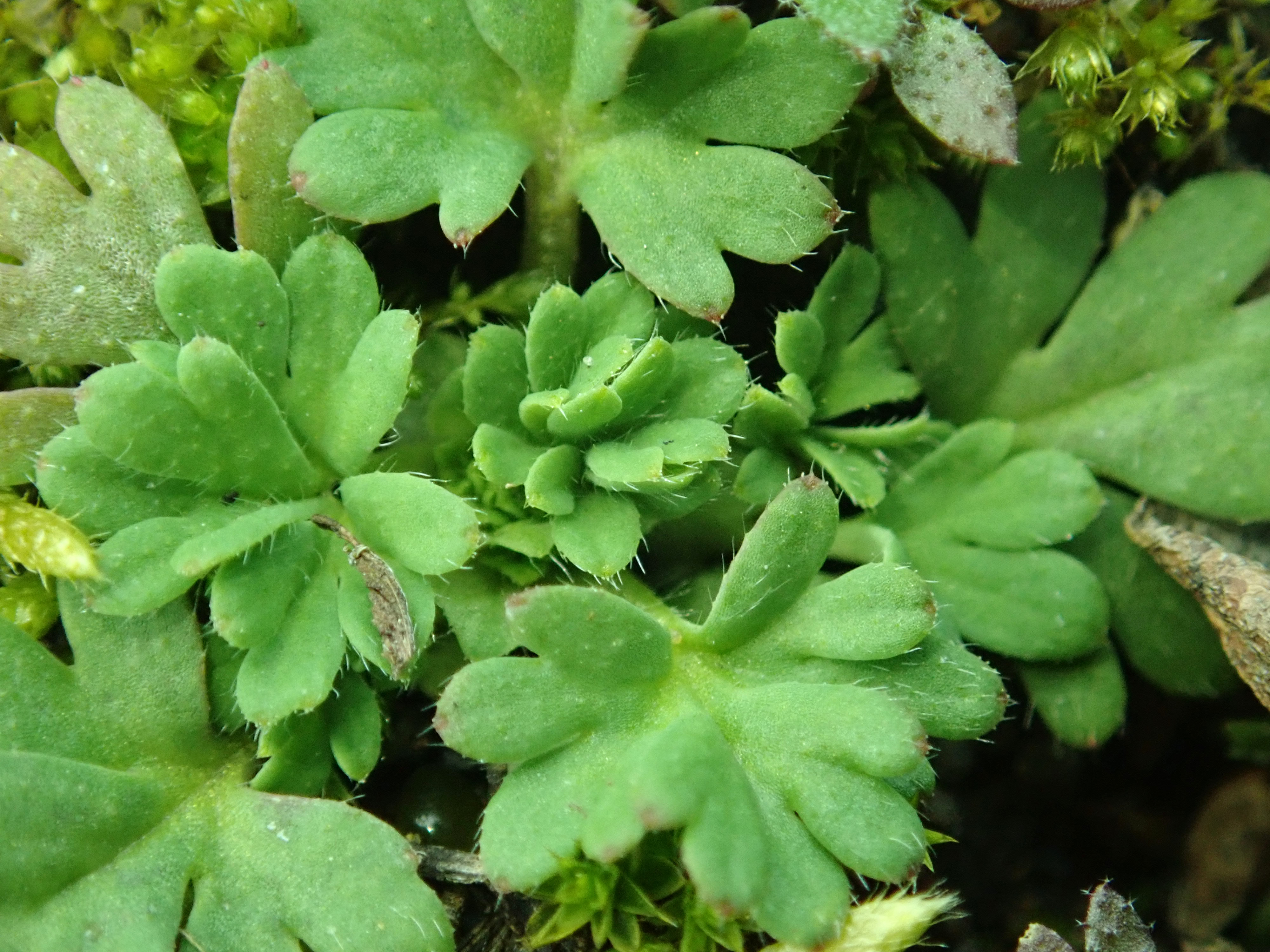
Liście

ŁodygaCienka, leżąca lub wzniesiona, szarozielona, rozgałęziona. Wysokość 5-15 cm, rzadko do 30 cm.
LiścieJasnozielone, do 5 mm długości i 6 mm szerokości, 3-5 dłoniastodzielne z klinowatą nasadą przechodzącą stopniowo w krótki ogonek (1-3 mm długości). Mają ząbkowane i orzęsione brzegi i są szarozielone. Przylistki palczastowcinane o trójkątnie podługowatych odcinkach.
KwiatyWyrastają pęczkami w kątach liści. Są drobne (średnica 1,5-2 mm, długość do 1,2 mm) i zielone. Kielich i kieliszek 4-działkowy (działki kielicha 3-4 razy dłuższe od kieliszka). Kwiaty mają jeden słupek i tylko jeden pręcik, co jest rzadkością wśród roślin kwiatowych. Korony brak.
OwocDrobny orzech o gruszkowatym kształcie, do 1,8 mm długości, ukryty w kielichu.
SiewkaLiścienie okrągłe, zielone, wyrastające na cienkich ogonkach o tej samej długości. Podliścieniowa łodyżka jest naga, krótka i początkowo jasnofioletowa. Wyrastające skrętolegle liście tworzą rozetę. Pierwszy liść jest 3-dzielny o równowąskich łatkach.

## Biologia i ekologia
Roślina jednoroczna. Siedlisko: pola uprawne, na których jest chwastem, ale mało uciążliwym, nie stwarzającym większego problemu. Występuje głównie w zbożach ozimych. Poza tym rzadko na przydrożach i nieużytkach. Preferuje gleby piaszczyste, bardzo kwaśne i ubogie. W klasyfikacji zbiorowisk roślinnych gatunek charakterystyczny dla SAll. Aphanenion arvensis i Ass. Aphano-Matricarietum. Roślina samopylna, kwitnie od maja do września.

## Zmienność
Tworzy mieszańce ze skrytkiem drobnoowockowym.